# Second Decay
Second Decay war eine deutsche Wave-Band um den Musiker Andreas Michael Sippel und den Sänger und Texter Christian Purwien. Die Band bediente sich ausschließlich analoger Synthesizer. Die Bandbreite der Songs reichte dabei von tanzbar bis melancholisch.
Second Decay wurde 1987 ursprünglich unter dem Namen Blue Velvet gegründet und hat seit 2002 keine neuen Titel mehr veröffentlicht. 

## Diskografie
- 1988: Monochromes (Tape)
- 1989: Killing Desire (12” Vinyl)
- 1992: La Decadence Electronique (Promo-CD)
- 1992: La Decadence Electronique (CD)
- 1993: Hinter Glas (Maxi-CD)
- 1994: Taste (CD)
- 1995: Der Nerv (CD)
- 1997: Familiar (Maxi-CD)
- 1998: The Hunt (CD)
- 1998: The Hunt (CD)(Re-Release)
- 1998: De Luxe (CD)
- 1998: De Luxe (2CD)  (Limited Edition 1000 Stk. Label:Nova Tekk)
- 1999: Hotels (CD)
- 1999: Taste (CD)
- 2001: Kaltes, weißes Licht (Maxi-CD)
- 2002: Zwischenfall 1999 (Live-CD)
- 2003: De Luxe (2CD) (Limited Edition 300 Stk. Label:Quiet Man)
- 2010: La Decadence Electronique (Schallplatte 12” Vinyl) (Limited Edition 500 Stk. Label:Dark Entries)